# Mandela (film, 1996)
Pour les articles homonymes, voir Mandela (homonymie).
Pour plus de détails, voir Fiche technique et Distribution.
Mandela est un film sud-africain réalisé par Angus Gibson et Jo Menell, sorti en 1996.

## Synopsis
Le film revient sur la vie de Nelson Mandela, de ses premières manifestations à son élection au poste de président de la république d'Afrique du Sud.

## Fiche technique
- Titre : Mandela
- Réalisation : Angus Gibson et Jo Menell
- Musique : Hugh Masekela et Cédric Gradus Samson
- Photographie : Dewald Aukema et Peter Tischhauser
- Montage : Andy Keir
- Production : Jonathan Demme, Jo Menell et Edward Saxon
- Société de production : Clinica Estetico et Island Pictures
- Narration : Patrick Shai
- Pays :  Afrique du Sud et  États-Unis
- Genre : Documentaire
- Durée : 118 minutes
- Dates de sortie : 
  -  Afrique du Sud : 11 octobre 1996
  -  États-Unis : 21 mars 1997

## Distinctions
Le film a été nommé à l'Oscar du meilleur film documentaire.